# کاتلین ماری کوک
کاتلین ماری کوک (زادهٔ ۲۵ اوت ۱۹۱۰ – درگذشته در ۱۹۷۱) یک مهندس مکانیک بود که رئیس انجمن مهندسان زن بین سال‌های ۱۹۵۵ تا ۱۹۵۶ بود. پدرش، پی. وی. کوک، که خود نیز مهندس مکانیک بود، بر روی نخستین موتورهای هواپیما کار می‌کرد.

## دوران کودکی و تحصیلات
کاتلین ماری کوک در ۲۵ اوت ۱۹۱۰ در ومبلی به دنیا آمد. او در مدرسه کاتولیک لا کونونت دو سنته یونیون دس ساکر کور در شمال لندن و پاریس تحصیل کرد. در سال ۱۹۲۸ به عنوان کارآموز در شرکت مهندسی هرکولس در لندن، که شرکت پدرش بود، شروع به کار کرد. او ۷ سال در آنجا ماند و کارآموزی خود را در سال ۱۹۳۳ به پایان رساند.

## حرفه
در طول جنگ جهانی دوم، کوک و سه برادرش کارخانه‌ای در نورثولت راه‌اندازی کردند که در آن مکانیسم‌های رگبار تفنگ و قطعات یدکی هواپیما تولید می‌کردند. به دلیل درخواست بازسازی از سوی دولت که کوک در آن نقش مهمی ایفا کرد، تولید در عرض چهار ماه ده برابر شد. کوک تا پایان جنگ در سال ۱۹۴۵ در این سِمت باقی ماند.
در سال ۱۹۴۲ کوک مدیر شرکت هرکولس شد و عضو بنیان‌گذار یونیورسال اکویپمنت بود که در سال ۱۹۴۵ تأسیس شد. او یک تخت متحرک به نام تخت متحرک کایندر اختراع و ثبت کرد و در سال ۱۹۴۹ شرکتی به نام کایندر را تأسیس کرد.
در سال ۱۹۵۱ او به شرکت مهندسی ویلمر پیوست، ویلمر یک شرکت کوچک تولیدکننده تجهیزات الکترونیکی و واحدهای کنترل خودکار بود. او به عنوان مهندس مکانیک ارشد و رئیس شرکت کار کرد و به شرکت کمک کرد تا از مشکلات مالی خود عبور کند. پس از جذب سرمایه، او توانست سهام شرکت را از شرکا خریداری کرده و فرایند نوسازی را آغاز کند. در سال ۱۹۶۲، او یکی از ده مهندسان زنی بود که اجازه داشت خود را به عنوان مهندس مکانیک معتبر معرفی کند.

## عضویت در انجمن‌ها
کوک عضو افتخاری انجمن مهندسی تولید بود. پس از اینکه ورنا هولمز او را معرفی کرد، او به عنوان عضو دانشجویی انجمن مهندسان مکانیک معرفی شد. کوک دومین زنی بود که پس از هولمز، عضو کامل انجمن مهندسان مکانیک شد. او همچنین اولین زن عضو افتخاری انستیتو مهندسان ریخته‌گری بریتانیا و عضو انجمن هسته‌ای بریتانیا و جامعه همبستگی کشورهای مشترک‌المنافع بود.
کوک در سال ۱۹۳۱ به انجمن مهندسی زنان (WES) پیوست. او در سال ۱۹۳۶ به شورای انجمن پیوست و بیش از ۲۵ سال در این شورا خدمت کرد. او در سال ۱۹۵۱ نائب رئیس شد و از ۱۹۵۵ تا ۱۹۵۶ رئیس انجمن بود. او جانشین دوروثی پایل در این سمت شد و به نوبه خود جانشین او مارجوری بل بود. در سخنرانی ریاست خود در سال ۱۹۵۵، او در مورد کار خود به عنوان مهندس مکانیک در تولید و نحوه اداره یک کارخانه مهندسی صحبت کرد.
او تعدادی مقاله برای نشریه انجمن مهندسی زنان به نام مهندسان زن نوشت، یکی از این مقالات در سال ۱۹۳۵ منتشر شد که در مورد نمایشگاه مهندسی حمل‌ونقل و ماشین‌آلات گزارش می‌داد. او همچنین گزارشی در مورد افتتاح ایستگاه نیروگاه مارچ‌وود نوشت که شاهزاده مارگارت آن را افتتاح کرد. او در سال ۱۹۵۳ به عنوان مدیر تبلیغات نشریه مهندسان زن منصوب شد.

## زندگی شخصی
کاتلین کوک در سال ۱۹۵۷ با دی.اچ.آی. گودوین، که یک مهندس دریایی بود، ازدواج کرد. او در سال ۱۹۷۱ پس از یک دوره بیماری طولانی درگذشت.